# 源休
源休（720年代—784年6月25日），相州临漳人，唐朝官员。后劝叛首朱泚称帝并在朱泚政权擔任宰相，朱泚败亡后被杀。

## 生平

### 早期仕途
源休是京兆尹源光誉之子。出生不早于唐玄宗开元十一年（723年），不迟于十五年（727年）。天宝年间入仕。因有办事的才干器局，累授监察御史、殿中侍御史、青苗使判官，迁虞部员外郎。唐肃宗上元二年（761年）春出为潭州刺史，秋季离任，与族人元结（同为拓跋姓之后）同为尚书郎，同在荆南节度使吕諲幕府；元结有诗作《寄源休并序》。后源休入京，为主客郎中，迁给事中、御史中丞、左庶子。其妻是吏部侍郎王翊之女，夫妇因小忿而离婚，妻族上诉，下御史台审理，源休迟迟不回应，被除名，发配流放到溱州。久后，改流放岳州。

### 出使回纥
建中初年，杨炎执政，因京兆尹严郢威名稍著，想排挤他。严郢正是王翊的甥婿。源休离婚时，杨炎就风闻源休和严郢有隙，于是提拔还被流放的源休为京兆少尹，窥伺严郢过失。源休在职久后却与严郢交好，杨炎怒，奏令他以本官兼御史中丞，出使回纥。当时是建中元年（780年）六月，回纥宰相顿莫贺达干刚夺取汗位，自号合骨咄禄毗伽可汗，源休奉命为吊册回纥使，持节册封他为武义成功可汗。八月，源休到振武军，正逢军使张光晟杀死回纥酋长也是武义可汗的叔父突董等，唐德宗起初想断绝使者往来，令源休回，源休待命于太原，久后才再遣他出使，并令他归还突董、翳密施、大小梅录等四人尸首。三年（782年）五月尸体送到后，武义可汗令宰相以下准备彩服车马来迎，宰相颉于思迦坐在大帐中，让源休等在帐外雪中站立，诘问杀突董等的原因。源休说：“突董等是与张光晟忿斗而死的，非天子之命。”又问：“使者背叛唐国，负罪当死，我们不能杀吗？不然，为什么假借我之手杀他们？”多有回纥人要杀源休，言辞很悖慢，颉于思迦带走了他，供给的粮食很少，留了他五十余日，他才得以回去。可汗派人对源休说：“我国人都想杀你，唯有我不然。汝国已杀突董等，我又杀你，是用血洗血，扩大污渍。我现在以水洗血，不也好吗！欠我的抵偿马价的绢一百八十万匹，应该速度归还我。”遣散支将军康赤心等随源休回朝朝见，源休终究不能见可汗。六月，源休和康赤心到长安。不久唐朝遣康赤心等归国，给帛十万匹、金银十万两，抵偿马价。源休身临险境而还，宰相卢杞又怕源休面圣复命之日以辩才得到皇帝恩宠，在源休将到太原时，急忙奏请除授源休为光禄卿。源休因赏赐太少，心里常对朝廷怀怨。

### 助逆伏诛
建中四年（783年）十月，发生泾原兵变，德宗出逃，变兵推立太尉朱泚为主。起初朱泚只是自称太尉，朝官谒见他的都劝奏他迎驾，都不合朱泚之意而退下了。源休到后，屏去他人，一段时间后，多说悖逆之言，大谈成败、符命之理，劝朱泚称帝。朱泚对他的话十分喜悦，但当时还没有决定称帝。源休劝朱泚关闭长安十城门，别让朝士逃出，朝士们往往改换为佣仆的衣服偷偷逃出。源休又为朱泚说诱文武之士，让他们依附朱泚。源休的弟弟源溥是工部侍郎蒋镇的妹夫，因此源休与蒋镇交好。当时蒋镇逃到鄠县西，坠马伤了脚。蒋镇兄蒋炼（或作蒋练、蒋链、蒋谏）也已和源休一同受朱泚官爵。蒋镇有仆人逃回投奔蒋炼，说出蒋镇下落，蒋炼与源休闻之大喜，告诉朱泚，朱泚派人拥蒋镇到京。于是检校司空、同平章事李忠臣、太仆卿张光晟及蒋镇等都被朱泚所用。源休有才能，张光晟有节操义行，蒋镇为官清正廉洁，都官员外郎彭偃有文学，太常卿敬釭有勇略，都为当时人所看重，都为朱泚所用。朱泚与源休有姻亲，当他把太子少师乔琳追带到京城任为吏部尚书后，令源休给他穿官服、吃肉，乔琳没拒绝。源休扣留游玩长安的骆峻，任他以事，但他逃走了。在源休建议下，朱泚派遣将韩旻领马步三千出兵，声言迎驾，其实是要袭击德宗所在的奉天县，但被司农卿段秀实用司农印印符诈称兵符追回。
朱泚自以为众望所归，决定称帝，以源休为京兆尹、判度支。朱泚召李忠臣、源休、泾原节度使姚令言、段秀实、李子平等商议称帝，段秀实着戎装与源休一起说话，说到称帝，就抓住源休手腕，夺取其象笏（大臣上朝所持象牙手板）击打朱泚，被朱泚党羽当场杀死。源休、姚令言、李忠臣、张光晟等八人引朱泚从白华门进入宣政殿，称大秦皇帝，以源休为宰相中书侍郎、同平章事，判度支。源休遂为朱泚谋主，与被任为侍中的姚令言同掌朝政，朱泚政权的行军、军粮、官员任命、内外筹谋都是源休所计划。故当时人说：“源休的叛逆行为比朱泚更厉害。”逃跑的朝廷大臣多被源休诱导招致为朱泚政权官员，导致他们后来被朝廷处决。源休又劝朱泚剪除京城宗室以断绝人们复唐的希望，命万年县贼曹尉杨偡主其事，杀郡王、王子、王孙共计七十七人。源休劝朱泚诛杀逃亡朝士以威胁其余朝士，同被朱泚任为宰相的门下侍郎蒋镇力救保全其中半数人。
朱泚政权众人曾饮宴作乐，醉后，姚令言与源休论功，姚令言自比西汉初年开国丞相萧何，源休说：“帷幄之谋，成秦之业，没有胜过我的。我比萧何当仁不让，你当曹参可以了。”于是收图籍，贮府库，效法萧何。当时在朱泚政权的朝廷人士闻之都笑了，说源休是“火迫酂侯（萧何封号酂侯）”。
天皇元年（784年）五月，唐军收复长安，朱泚败逃，与姚令言、朱泚所任的节度使张庭芝、源休、朱泚所任的宰相谏议大夫李子平、兄子朱遂率数千人西奔，张光晟护卫他们出城后就投降了。六月，朱泚想逃到吐蕃，途中部下或逃或降。朱泚迷路，问野人，野人答：“是朱太尉吗？”源休答：“是汉皇帝（朱泚后来改国号为汉）。”野人说：“天网恢恢，能跑到哪里去？”朱泚怒欲杀之，野人逃走。朱泚到泾州时只有百余骑。源休随朱泚逃到宁州，朱泚被部下韩旻等所杀。源休、李子平逃到凤翔，为凤翔节度使李楚琳所杀，传首献于德宗行在。源休三子一同被斩于东市，家产籍没。源休的外甥建州刺史崔造受到征召时，因源休的逆行而上疏请罪，不敢赴阙。德宗认为他知礼，优诏慰勉，拜为吏部郎中、给事中。

## 轶闻
《太平广记》卷二百五十五引《大唐新语》：朱泚作乱时，源休、姚令言等人将重要档案藏于仓库中，想要做当年汉高祖刘邦入京前萧何先收藏档案而后献上的事。后来源休又对朱泚任为黄门侍郎的蒋鍊态度谦恭地说：“若衡量才能，那么我就是萧何，姚令言就是曹参。”有识者听说后，都知道他不满自己的官职。乔琳喜好戏谑，于是对旧僚们说：“源公简直可以说是用火来逼迫酂侯了！”
《杜阳杂编》中也有类似记载。

## 评价
- 《旧唐书》
  - 史臣曰：源休虽曰士流，甚于元恶（源休虽然是读书人，但恶行胜过首恶朱泚）。
  - 赞曰：时争逆顺，命击死生。君子守节，小人正刑。[4]
- 赵元一《奉天录序》：其余源休蒋镇之辈，敬忠（仇敬忠）日月（李日月）（二人都是朱泚部将）之徒，盖屑屑（猥琐）者，何足道哉！